# Steyr SSG 69
SSG 69 (нім. Scharfschützengewehr - снайперська гвинтівка) - снайперська гвинтівка ручного перезарядження, прийнята в 1969 році на озброєння австрійської армії. Вважається[ким?] однією з найкращих у світі і перебуває на озброєнні в армії, поліції, органах держбезпеки, прикордонних військах країн-членів НАТО.

## Конструкція
Ствол виготовлений методом холодного кування, що забезпечує посилення поверхні каналу ствола і його зовнішнього боку. Замикання каналу ствола здійснюють шість замикаючих виступів, симетрично розташованих в задній частині затвора. Затвор повертається при цьому на 60 градусів.
Спусковий механізм передбачає двоступенева натискання. Довжина ходу спускового гачка і зусилля на нього регулюються спеціальним коліщатком. Запобіжник, розташований праворуч в задній частині ствольної коробки, блокує затвор і курок. Штатний приціл ZF-69 має градуювання до 800 метрів і внутрішню регулювання.
Для стрільби застосовуються набій 7,62 × 51 мм NATO.

## Історія
Снайперська гвинтівка випускається з 1969 року.

## Варіанти і модифікації
- Steyr-Manlicher SSG-P1 (P-69) - армійський варіант;
- SSG-PII - поліцейський варіант, розроблений в 1980 роки. Має більш важкий ствол, ложу з пластмаси чорного кольору, подовжену рукоять затвора, кріплення для установки знімних сошок. Механічні прицільні пристосування відсутні .
- SSG-PIIK (kurz) - укорочений варіант зразка 1995 року з важким стволом довжиною 508 мм і загальною довжиною 978 мм .
- SSG-PIV - варіант з укороченим до 409 мм стволом
- SSG-M - спортивний варіант, відрізняється зміненою формою ложі, чи не оснащений сошками і кріпленням для глушника.

## На озброєнні
Використовується антитерористичними і поліцейськими спецпідрозділами ряду західних країн 
- Австрія - австрійська армія і поліцейський спецпідрозділ EKO Cobra
- Ірландія- на озброєнні армійських рейнджерів
- Нідерланди - морська піхота
- Сальвадор - спецпідрозділи поліції Сальвадора